# Mariano Barbato
Mariano Pasquale Barbato (* 1972) ist ein deutscher Politikwissenschaftler.

## Leben
Mariano P. Barbato studierte Politikwissenschaft, Neuere und neueste Geschichte und Philosophie an der LMU München. 2005 promovierte er dort bei Friedrich Kratochwil und Hans-Martin Schönherr-Mann. 2011 wurde er an der Universität Passau bei Daniel Göler habilitiert. 2019 wurde Barbato an der Universität Passau zum außerplanmäßigen Professor für Politikwissenschaft ernannt. Seit 2023 ist er DAAD-Langzeitdozent am Lehrstuhl für Vergleichende Politikwissenschaft
mit Schwerpunkt Mittel- und Osteuropa in der EU der Andrássy Universität Budapest.

## Arbeit
2007/2008 war Barbato Max Weber Fellow am Europäischen Hochschulinstitut in Florenz/Fiesole. Von 2011 bis 2015 war er DAAD Langzeitdozent an der BBU Cluj-Napoca. Er gründete dort das interdisziplinäre Nachwuchszentrum ZEWI.
Seit 2015 ist Barbato Heisenberg-Stipendiat der Deutschen Forschungsgemeinschaft am Centrum für Religion und Moderne der WWU Münster. Er leitet das Projekt „Legionen des Papstes. Ein Fallbeispiel sozialer und politischer Transformation“. Er ist Mitglied am Centrum für Religion und Moderne. Im Sommer 2020 und im Sommer 2021 vertrat er am Institut für Politikwissenschaft der WWU Münster den Lehrstuhl zur Politischen Theorie von Ulrich Willems.
Gastaufenthalte und Vertretungen brachten ihn auch nach Erfurt, Passau, Darmstadt, Kiel, Rom, Breslau und an das Otto-Suhr-Institut der FU Berlin. Dort war er im Wintersemester 2021/2022 Una Europa Gastprofessor und vertrat nach der Emeritierung von Thomas Risse im Sommer 2022 als Gastprofessor die Internationalen Beziehungen.
Seit 2022 ist er Mitherausgeber der Reihe „Religion and Culture in International Relations“ von Springer Palgrave Macmillan, New York. Barbato ist Mitglied der Wissenschaftlichen Kommission bei der Kommission für Zeitgeschichte.

## Themen
Barbatos Forschung verfolgt zwei Hauptlinien: Religionspolitik und Außenpolitik. Am Beginn der Forschungsunternehmungen Barbatos liegt die Auseinandersetzung mit der Macht und Legitimität politischer Sprache im Feld der Europäischen Integration. Damit einher ging eine Ausrichtung auf die politikwissenschaftlichen Teildisziplinen der Internationalen Beziehungen und der Politische Theorie. Diese doppelte Ausrichtung auf politische Theorie und internationale Empirie behielt seine Forschung auch bei als die europawissenschaftliche Orientierung durch einen religionspolitischen Fokus auf die Globalisierung ergänzt wurde. Seine Arbeiten trugen zu einer Kritik der Säkularisierungsthese bei. In diesem Zusammenhang stößt Barbato unweigerlich auf den vorherrschenden Wachstumskapitalismus. Im Verlaufe der Herausarbeitung der internationalen Politik der Päpste hat sich Barbato intensiv mit den theoretischen Hintergründen einer Annäherung von Religion an die internationale Politik beschäftigt. Zentral ist hier wie in den Arbeiten zur Globalisierung der Begriff des Pilgerns, d. h. das existentielle Unterwegssein der civitas Dei in der Welt der civitas terrena. Dieses augustinische Bild, das eine gewisse Analogie zur katholischen Weltkirche aufweist, umschreibt den Kampf um die Selbstbehauptung des Christentums in einer globalen, kapitalistischen Welt, wobei der Beitrag der katholischen Kirche zur Milderung der Krisen in dieser Welt in hohem Maße ihr Selbstverständnis verändert hat. Aus der Perspektive des Unterwegsseins in der Globalisierung verband Barbato mehrere Analyseebenen: Der globale Kapitalismus und seine Weltöffentlichkeit nahmen gleichzeitig Einfluss auf die Mobilisierung und Kommunikationspolitik der wachsenden Welt der Wallfahrt und der entsprechenden Instrumentalisierung der modernen Medien für die kirchliche internationale Politik. Das machtpolitische wie moralpolitische Engagement der päpstlichen Migrationspolitik innerhalb des globalen Kapitalismus zeichnete Barbato ausgehend von Papst Franziskus bis ins 19. Jahrhundert der europäischen Auswanderung nach. Dieser Band stieß auch jenseits der Fachwelt auf Interesse.
Neben der religionspolitischen Linie behielt er den außenpolitischen Fokus mit Schwerpunkt auf der europäischen und deutschen Politik bei. Beide Linien hängen mit seiner Beschäftigung mit den internationalen Beziehungen zusammen, was im Weiteren damit zu tun hat, dass Mariano Barbato seine akademische Ausbildung bei Friedrich Kratochwil erhielt, der zu den Vertretern des Konstruktivismus in den Internationalen Beziehungen gehört.

## Positionen
Barbato gehörte 2014 zu den 60 Erstunterzeichner des Aufrufs „Friedenssicherung statt Expansionsbelohnung“, die sich nach dem russischen Einmarsch in Osten der Ukraine und der Annexion der Krim gegen den Aufruf „Nicht in unserem Namen“ wandten und für eine kritische deutsche Russlandpolitik eintraten.
2021 und 2022 äußerte er sich in der Herder Korrespondenz kritisch zum Synodalen Weg der Deutschen Bischofskonferenz und des Zentralkomitees der deutschen Katholiken. Seinen Standpunkt griffen u. a. Hans Joas und Kardinal Kasper auf.

## Schriften (Auswahl)
- „Die Mauer ist keine Lösung“. Die Migrationspolitik von Papst Franziskus (Frankfurt am Main: Campus, 2020).
- (Hrsg.) The Pope, the Public and International Relations: Postsecular Transformations (Cham: Palgrave Macmillan, 2020).
- Zusammen mit Stefan Heid (Hrsg.) Macht und Mobilisierung. Der politische Aufstieg des Papsttums seit dem Ausgang des 19. Jahrhunderts (Freiburg im Breisgau: Herder, 2020).
- Zusammen mit Robert J. Joustra and Dennis R. Hoover (Hrsg.) Modern Papal Diplomacy and Social Teaching in World Affairs, (London: Routledge, 2019).
- Zusammen mit Melanie Barbato und Johannes Löffler (Hrsg.) Wege zum digitalen Papsttum. Der Vatikan im Wandel medialer Öffentlichkeit, (Frankfurt am Main: Campus 2018).
- Pilgrimage, Politics, and International Relations. Religious Semantics for World Politics (New York: Palgrave Macmillan, 2013).
- Regieren durch Argumentieren. Macht und Legitimität politischer Sprache im Prozess der europäischen Integration (Baden-Baden: Nomos, 2005).
- Souveränität im neuen Europa. Der Souveränitätsbegriff im Mehrebenensystem der Europäischen Union (Hamburg: Kovac, 2003).